# Oar (album)
Oar is het debuut- en enige soloalbum van de Canadees-Amerikaanse singer-songwriter Skip Spence. Het album werd in 1969 uitgebracht op Columbia Records.

## Achtergrond
Skip Spence richtte in 1966 samen met manager Matthew Katz de psychedelische-rockband Moby Grape op. Tijdens de opnames van hun tweede album Wow in New York experimenteerde Spence met drugs. Na het aanbrengen van vernielingen met een bijl werd hij aangehouden en belandde hij uiteindelijk in het Bellevue Hospital waar hij tijdens een zes maanden durende behandeling gediagnosticeerd werd met schizofrenie. Tijdens zijn verblijf in het ziekenhuis schreef hij het album Oar.
Toen hij uit het ziekenhuis ontslagen werd, ontfermde Moby Grape's producer David Rubinson zich over hem. Hij zorgde ervoor dat platenlabel Columbia een voorschot gaf voor de opnames van het album. Van dat geld werd onder andere een motor gekocht waarmee Spence naar zijn vrouw kon reizen. Rubinson bracht Spence in contact met opnametechnicus Mike Figlio in Nashville. Rubinson kende Figlio als een rustige, goedgehumeurde man die prima tegenwicht zou bieden aan Spence's excentrieke karakter.

## Productie
Het album werd in een periode van twee weken opgenomen op een 3-track recorder. Hoewel Rubinson als producer zijnde de neiging had om bij de opnames aan te schuiven, besloot hij zich afzijdig te houden. Hij heeft het album wel gemixt, samen met Don Meehan. Het hoesontwerp is van de hand van Lloyd Ziff.

## Ontvangst
Volgens Lindsay Planer van AllMusic belandde het album na het verschijnen al snel in de uitverkoop. Ze noemde het album "inimitable sonic surrealism" en "a warped blend of acid folk and far-out psychedelic rock". Greil Marcus van Rolling Stone omschreef het werk als "good old rock and roll" maar voorspelde dat het snel vergeten zou worden: "This unique LP is bound to be forgotten—some day it’ll be as rare as “Memories of El Monte,” which Frank Zappa wrote for the Penguins, long after their time had gone. Get ahead of the game and buy Oar before you no longer have the chance." Spence belandde dankzij het album in 2016 op de lijst van "40 Greatest One-Album Wonders" van Rolling Stone.

## Nummers
Alle muziek en teksten zijn geschreven door Skip Spence. 
| Nr. | Titel                                | Duur |
| --- | ------------------------------------ | ---- |
| 1.  | Little hands                         | 3:44 |
| 2.  | Cripple Creek                        | 2:16 |
| 3.  | Diana                                | 3:32 |
| 4.  | Margaret/Tiger rug                   | 2:17 |
| 5.  | Weighted down (the prison song)      | 6:27 |
| 6.  | War in peace                         | 4:05 |
| 7.  | Broken heart                         | 3:29 |
| 8.  | All come to meet her                 | 2:04 |
| 9.  | Books of Moses                       | 2:42 |
| 10. | Dixie Peach Promenade (yin for yang) | 2:53 |
| 11. | Lawrence of euphoria                 | 1:31 |
| 12. | Grey/Afro                            | 9:38 |